# Damarice Amao
Damarice Amao, née le 31 octobre 1984, est docteure en histoire de l’art et de la photographie, historienne de la photographie, assistante de conservation au cabinet de la photographie du Centre national d'art et de culture Georges-Pompidou et une commissaire d'exposition française.

## Biographie
Elle soutient le 15 mars 2014 sa thèse Passion et désillusion. Éli Lotar (1905-1969) : les rapports entre les avant-gardes photographique et cinématographique à Paris... dirigée par Arnauld Pierre.
Aux côtés de Clément Chéroux, elle est commissaire de l’exposition Jacques-André Boiffard, la parenthèse surréaliste qui s’est tenue au Centre Pompidou en 2014.
En tant que co-commissaire, elle dirige le catalogue de l’exposition consacré à Éli Lotar au Jeu de Paume au printemps 2017.
Dans le cadre du quarantième anniversiaire du Centre Pompidou, elle publie en 2017 avec Karolina Lewandowska, Le spectre du surréalisme, une exposition sur la survivance du surréalisme dans la photographie contemporaine, présentée aux Rencontres d'Arles.
En 2018, elle est la commissaire de l'exposition présentée au Centre Pompidou « Photographie, arme de classe » , et coautrice du livre éponyme, qui présente de nombreuses œuvres d'Henri Cartier-Bresson, Brassaï, Germaine Krull ou Willy Ronis,.

## Publications
- Damarice Amao, Béatrice Didier (dir.), Antoinette Fouque (dir.) et Mireille Calle-Gruber (dir.), Le dictionnaire universel des créatrices, Paris, Éditions Des femmes, 2013, 3347 p. (lire en ligne), « Paradeis, Florence [Antony 1964] ».
- Damarice Amao, Chloë Théault, Anne Cartier-Bresson, Colin Lemoine, Antoinette Le Normand-Romain, Amélie Simier, Florence Viguier-Dutheil, De bruit et de fureur. Bourdelle sculpteur et photographe, Éditions Le Passage, Paris, 2016, 251 p. [7]  (ISBN 9782847423419), (OCLC 957655674)
- Damarice Amao, Éli Lotar et le mouvement des images, Paris, Éditions Textuel, 2017, 207 p. (ISBN 978-2-84597-574-3)[8].
- Damarice Amao, Florian Ebner et Christian Joschke, Photographie, arme de classe : Photographie sociale et documentaire en France, 1928-1936, Paris, Éditions Textuel, 2018, 304 p. (ISBN 978-2-84597-744-0)[9].
- Damarice Amao et Lilah Remy, Décadrage colonial : surréalisme, anticolonialisme, photographie moderne, 2022 (ISBN 978-2-84597-929-1 et 2-84597-929-0, OCLC 1351025385)